# Föggenbeuern

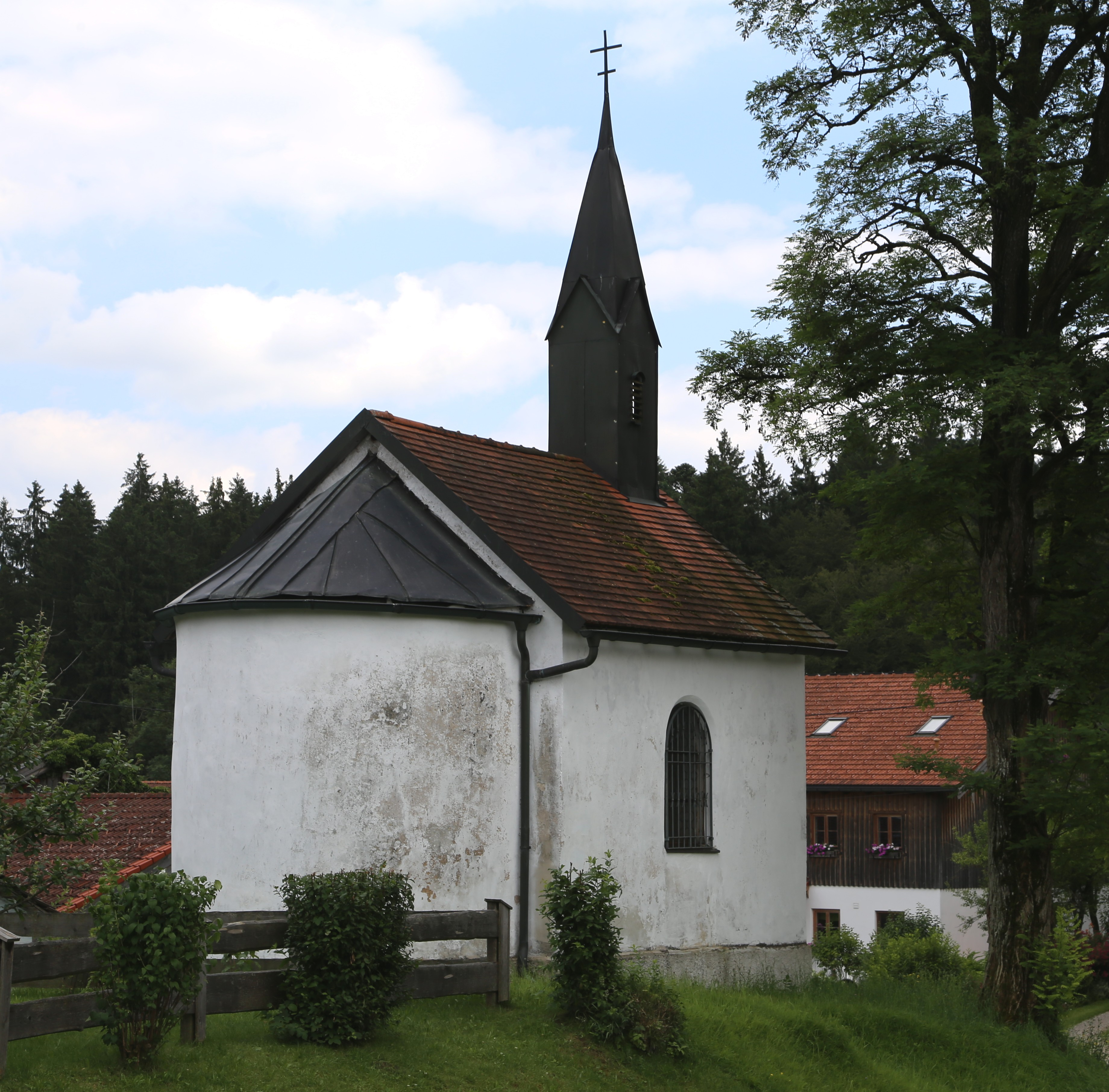
Dorfkapelle

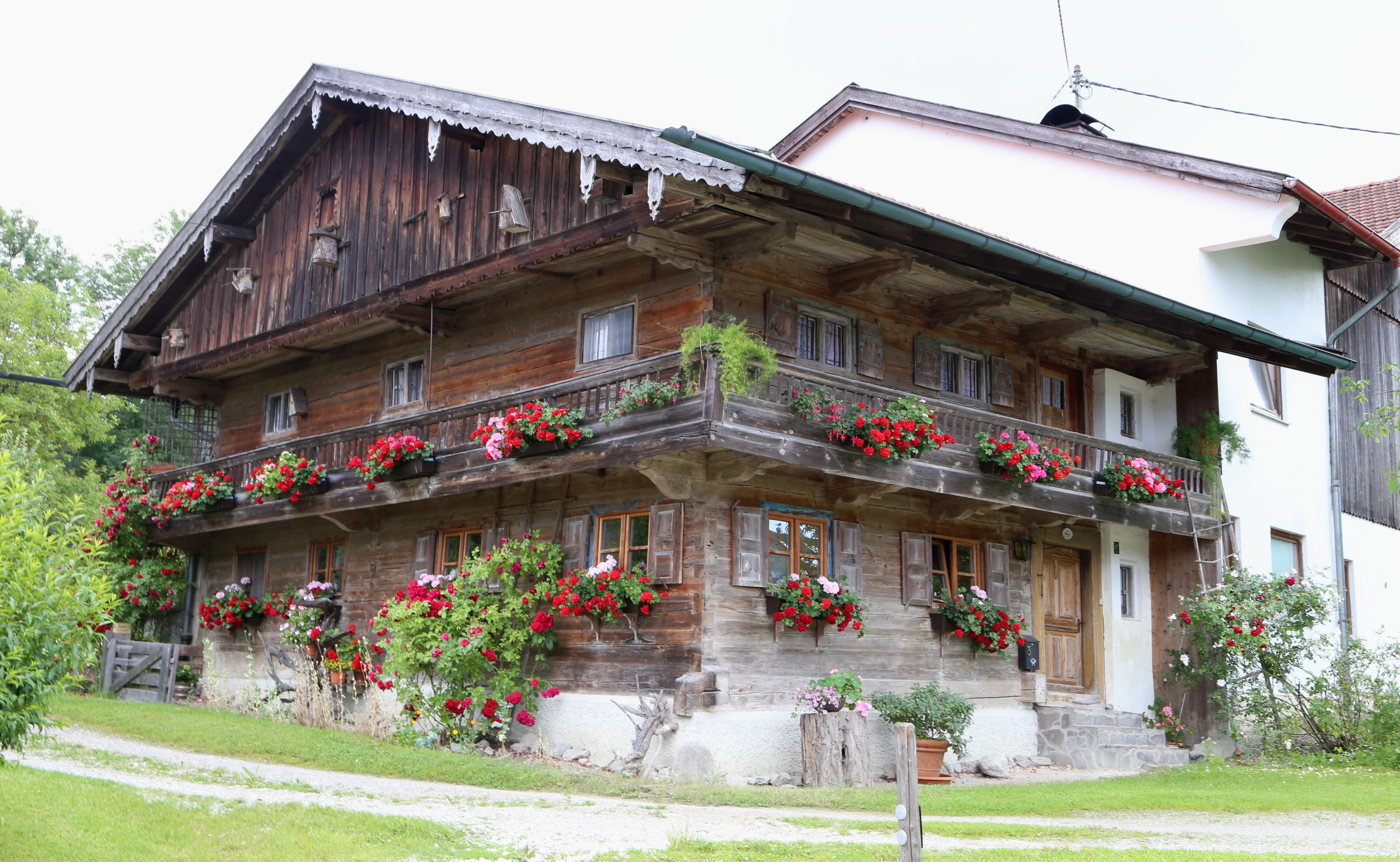
Bauernhaus aus dem 17. Jahrhundert

Föggenbeuern ist ein Gemeindeteil von Dietramszell im oberbayerischen Landkreis Bad Tölz-Wolfratshausen. Das  Dorf liegt circa vier Kilometer nördlich von Dietramszell. 

## Geschichte
Die Siedlung ist im 12. Jahrhundert als Vechepuoren ersturkundlich genannt. Es liegt veh ‚bunt‘ zugrunde (‚bei den Häusern in der bunten Wiese‘).
Zur Gemeinde Föggenbeuern gehörten außerdem die Orte Emmerkofen, Großeglsee, Hölching, Humbach, Kleineglsee, Oed, Podling, Steinsberg und Tattenkofen. Zum 1. Januar 1972 schloss sich die selbstständige Gemeinde Föggenbeuern freiwillig mit Dietramszell zusammen.

## Baudenkmäler
Von dem Ort sind fünf Objekte in die amtliche Denkmalliste eingetragen:
- Ehemaliges Bauernhaus, Föggenbeuern 2, bezeichnet 1761
- Wohnteil eines Bauernhauses, Föggenbeuern 3, 3. Viertel 17. Jahrhundert
- Wohnteil eines ehemaligen Bauernhauses, Föggenbeuern 4 und 4a, letztes Viertel 18. Jahrhundert
- Bauernhaus, Föggenbeuern 6, 1. Hälfte 18. Jahrhundert
- Kapelle, erbaut in der zweiten Hälfte des 19. Jahrhunderts, mit Ausstattung